# جی اسپرینگ
جی فرانسیس اسپرینگ (انگلیسی: Jay Francis Spearing؛ زادهٔ ۲۵ نوامبر ۱۹۸۸) بازیکن فوتبال اهل بریتانیا است.